# Донтај
Донтај (фр. Domptail) насеље је и општина у североисточној Француској у региону Лорена, у департману Вогези која припада префектури Епинал.
По подацима из 2011. године у општини је живело 344 становника, а густина насељености је износила 18,46 становника/km². Општина се простире на површини од 18,63 km². Налази се на средњој надморској висини од 299 метара (максималној 372 m, а минималној 252 m).

## Демографија
| 1962. | 1968. | 1975. | 1982. | 1990. | 2011. |
| ----- | ----- | ----- | ----- | ----- | ----- |
| 391   | 360   | 279   | 259   | 269   | 344   |

График промене броја становника у току последњих година